# Świadkowie Jehowy w Południowej Afryce
Świadkowie Jehowy w Południowej Afryce – społeczność wyznaniowa w Południowej Afryce, należąca do ogólnoświatowej wspólnoty Świadków Jehowy, licząca w 2023 roku 100 331 głosicieli, należących do 1966 zborów. W 2023 roku na dorocznej uroczystości Wieczerzy Pańskiej zebrały się 249 364 osoby. Biuro Oddziału, koordynujące działalność Świadków Jehowy w Południowej Afryce i kilku ościennych krajach oraz nadzorujące budowę Sal Królestwa w 42 krajach, znajduje się w Krugersdorp (Mogale City). Tam też mieści się drukarnia, która drukuje publikacje Świadków Jehowy w ponad 220 językach i wysyła je do przeszło 16 400 zborów w 20 krajach Afryki. Miejscowy Dział Tłumaczeń tłumaczy je na 23 języki. Sale Zgromadzeń znajdują się w Eikenhof, Bellville (dzielnica Kapsztadu) oraz w Midrand. Jest jedną z 27 wspólnot Świadków Jehowy na świecie, których liczebność przekracza 100 000 głosicieli.

## Historia

### Początki
Pierwsze publikacje religijne Towarzystwa Strażnica dotarły do Afryki Południowej w roku 1902. Trafiły one do rąk Fransa Ebersohna i Stoffela Fourie, mieszkających w Klerksdorpie, którzy jako pierwsi zaczęli dzielić się zdobytymi informacjami z innymi. W 1910 roku w Durbanie pod nadzorem Szkota Williama W. Johnstona otwarto Biuro Oddziału Towarzystwa Strażnica. Początkowo biuro to sprawowało nadzór nad działalnością na całym obszarze Afryki znajdującym się na południe od równika. Docierano głównie do ludności białej, a posługiwano się publikacjami w języku angielskim i holenderskim.
W 1911 roku do rodzinnej miejscowości Ndwedwe, położonej w pobliżu Durbanu, powrócił czarnoskóry Johannes Tshange. Znał już nauki Badaczy Pisma Świętego i dzielił się nimi z innymi. J. Tshange rozpoczął prowadzenie regularnego studium Biblii na podstawie angielskiego wydania Wykładów Pisma Świętego z nieliczną grupą osób. Grupę tę regularnie odwiedzał William W. Johnston, który prowadził zebrania i udzielał im dalszej pomocy. Prawdopodobnie to właśnie z tej grupy utworzono pierwszy południowoafrykański zbór, do którego należały osoby czarnoskóre.

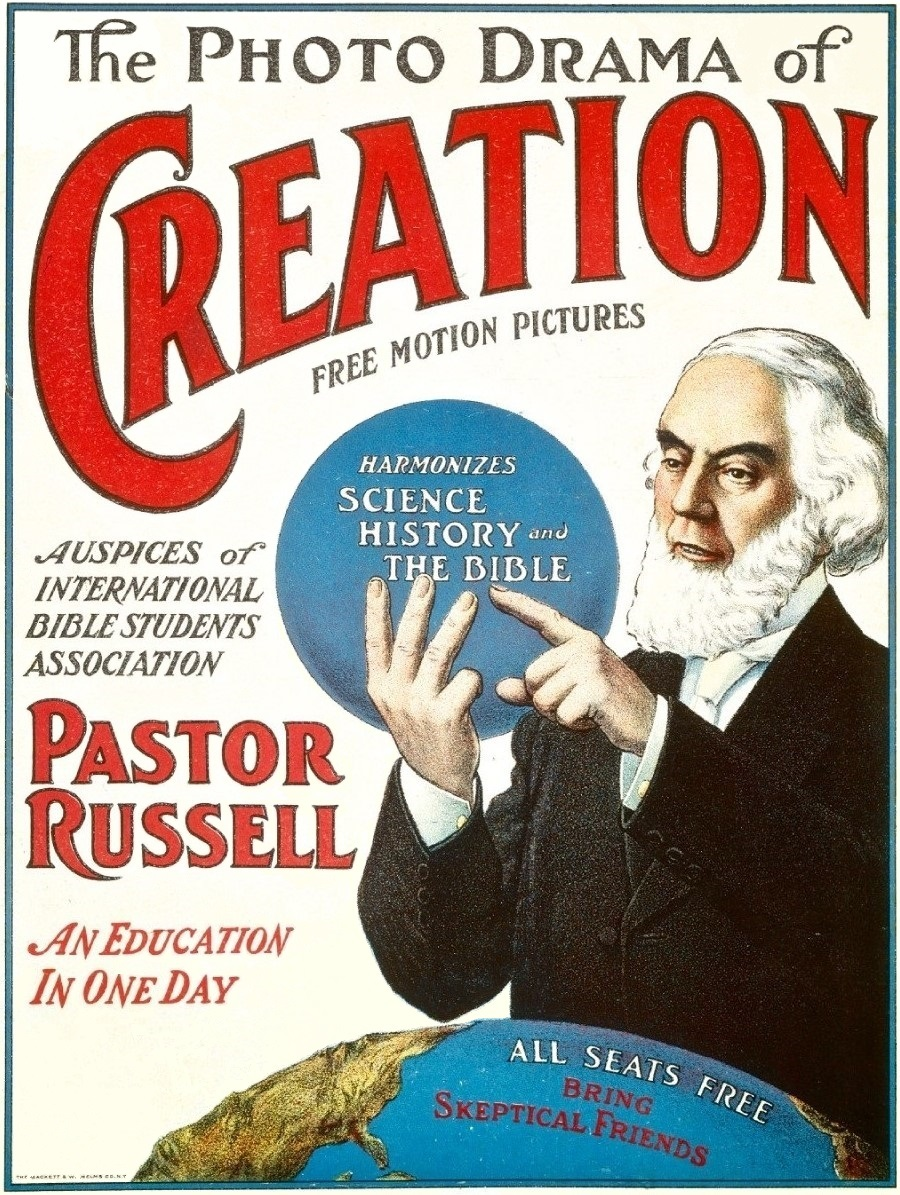
W 1916 roku rozpoczęto wyświetlanie Fotodramy stworzenia w Afryce Południowej

W 1913 roku kazania Charlesa T. Russella przedrukowywało 11 południowoafrykańskich gazet, ukazujących się w czterech językach. 10 kwietnia 1914 roku w Johannesburgu odbyło się pierwsze zgromadzenie Badaczy Pisma Świętego z Afryki Południowej. Spośród 34 obecnych ochrzczono 16 osób. Dwa lata później rozpoczęto wyświetlanie Fotodramy stworzenia, która cieszyła się bardzo dobrym przyjęciem, a jej projekcje przyciągały rzesze ludzi na rozległym obszarze. Wyświetlając Fotodramę stworzenia W.W. Johnston przemierzył jakieś 8 tysięcy km. Po śmierci C.T. Russella w zborze w Durbanie nastąpił podział. Grupa, która się odłączyła od zboru, przyjęła nazwę Stowarzyszeni Badacze Pisma Świętego, jednak nie funkcjonowała ona długo.
W 1917 roku Biuro Oddziału przeniesiono do Kapsztadu. Liczba głosicieli stopniowo wzrastała i według szacunków w kraju działało wtedy około 200–300 Badaczy Pisma Świętego pochodzenia europejskiego oraz kilka zborów z czarnoskórymi głosicielami. W tym samym roku poprzez kolegę ze studiów wierzeniami Badaczy Pisma Świętego zainteresował się Piet de Jager, student teologii na uniwersytecie w Stellenbosch. Po dyskusjach z profesorami uniwersytetu dotyczącymi duszy, piekła oraz innych spornych tematów postanowił opuścić uniwersytet. Jakiś czas później zorganizowano publiczną debatę pomiędzy Pietem de Jagerem a Dwightem Snymanem, doktorem teologii Holenderskiego Kościoła Reformowanego, której przysłuchiwało się około 1500 studentów. Piet de Jager obalił argumenty swojego oponenta, posługując się we wszystkich kwestiach cytatami z Pisma Świętego i wykazując, iż nauki kościoła są z nim sprzeczne.
W 1918 roku William W. Johnston został skierowany jako sługa oddziału do Australii, a sługą oddziału w Afryce Południowej przez kolejne 6 lat został Henry Ancketill, emeryt, były członek parlamentu prowincji Natal. W roku 1924 do Biura Oddziału sprowadzono prasę drukarską, a do pomocy w południowoafrykańskim biurze skierowano z Wielkiej Brytanii Thomasa Waldera oraz George’a Phillipsa (1898–1982). Walder został sługą oddziału, a po kilku latach na tym stanowisku zastąpił go Phillips, który usługiwał w tym charakterze blisko 40 lat. W tym czasie w kraju działało 4 kolporterów i mniej niż 40 głosicieli.
W 1931 roku, po przyjęciu nazwy „Świadkowie Jehowy” na zgromadzeniu w Columbus w Stanach Zjednoczonych, wydano w Południowej Afryce broszurę „Królestwo – nadzieja świata”, zawierającą pełny tekst przyjętej rezolucji, oraz dołożono starań, by dotrzeć z nią do każdego duchownego, polityka i biznesmena. W 1933 roku biuro przeniesiono do większego, wynajętego budynku w Kapsztadzie, gdzie mieściło się do roku 1952. Pracowało w nim do 21 osób. W roku 1935 do pomocy w kapsztadzkim Biurze Oddziału skierowany został Szkot Andrew Jack, zajmujący się drukarstwem. Wkrótce nabył on dodatkowy sprzęt drukarski i uruchomił jednoosobową drukarnię. W 1937 roku uruchomiono automatyczną maszynę drukarską marki Frontex, która służyła przez następnych 40 lat do drukowania ulotek, formularzy i czasopism w języku afrykanerskim.
W 1939 roku w kraju zanotowano liczbę 555 Świadków Jehowy. Rok później osiągnięto nową najwyższą – 881 głosicieli. W styczniu 1939 roku rozpoczęto wydawanie czasopisma „Pociecha” (obecnie „Przebudźcie się!”) w języku afrykanerskim; tekst czasopisma składano ręcznie. Było to pierwsze czasopismo wydawane przez Świadków Jehowy w Afryce Południowej. Niedługo później podjęto decyzję o wydawaniu w tym języku również „Strażnicy”, której pierwszy numer ukazał się 1 czerwca 1940 roku. Wcześniej osoby posługujące się językiem afrykanerskim otrzymywały holenderskie wydanie „Strażnicy”, gdyż oba języki są do siebie podobne. Decyzja ta okazał się słuszna, ponieważ w maju 1940 roku po inwazji hitlerowców na Holandię tamtejsze Biuro Oddziału zostało nagle zamknięte. Liczba czasopism rozprowadzanych w ciągu miesiąca w języku afrykanerskim wzrosła do 17 tysięcy.

### Cenzura publikacji
Ze względu na neutralną postawę w trakcie II wojny światowej oraz naciski ze strony organizacji religijnych chrześcijaństwa w roku 1940 publikacje Świadków Jehowy objęto cenzurą państwową. Zaczęto rekwirować rozsyłane do prenumeratorów egzemplarze „Strażnicy” i „Pociechy”, a same czasopisma obłożono oficjalnym zakazem. Rekwirowano również wydania czasopism i inną literaturę przysyłaną z zagranicy. Mimo to, w różny sposób do Biura Oddziału w Kapsztadzie docierały pojedyncze egzemplarze angielskiego wydania „Strażnicy”, gdzie robiono skład i ją drukowano.
W sierpniu 1941 roku bez żadnego uzasadnienia cenzurą objęto również całą pocztę wychodzącą z Biura Oddziału. Jeszcze w tym samym roku minister spraw wewnętrznych wydał nakaz zarekwirowania wszystkich publikacji Świadków Jehowy na terenie Afryki Południowej. Któregoś dnia rano pod Biuro Oddziału wysłano ciężarówki Kryminalnego Biura Śledczego, na które zamierzano zapakować i wywieźć cały zapas literatury biblijnej. George Phillips obejrzał nakaz i stwierdził, że nie jest on do końca zgodny z przepisami, gdyż nie wskazano w nim tytułów książek, co było konieczne do konfiskaty. Skontaktował się on z prawnikiem oraz złożył pilny wniosek do Sądu Najwyższego w sprawie uniemożliwienia ministrowi spraw wewnętrznych zarekwirowania literatury biblijnej. Sąd Najwyższy przychylił się do złożonego wniosku, skutkiem czego policja w południe tego dnia musiała opuścić Biuro Oddziału, nie dokonawszy konfiskaty. Pięć dni później minister spraw wewnętrznych uchylił nałożony przez siebie nakaz konfiskaty oraz pokrył koszty sądowe poniesione przez Świadków Jehowy.
W okresie zakazu posiadania literatury Świadków Jehowy publikacje ukrywano w domach prywatnych. Gdy pod koniec 1943 roku urząd objął nowy minister spraw wewnętrznych, złożono wniosek o zniesienie zakazu. Na początku 1944 roku zakaz został uchylony, a dużą ilość literatury biblijnej przejętej wcześniej przez władze zwrócono do Biura Oddziału. W 1945 roku w działalności głoszenia uczestniczyło średnio 2991 osób.

### Rozwój działalności
We wrześniu 1942 roku w Johannesburgu zorganizowano kongres pod hasłem „Nowy świat”. W roku 1943 sługą dla braci (nadzorcą obwodu) został Gert Nel, który pracował w terenie do 1946 roku. Został zaproszony do Biura Oddziału, gdzie powierzono mu tłumaczenie publikacji na język afrykanerski, czym zajmował się do śmierci w roku 1991. W roku 1945 rozpoczęto kampanię wygłaszania wykładów publicznych, na które zapraszano osoby zainteresowane, posługując się ulotkami i plakatami. Działalność ta przyczyniała się do powstania kolejnych zborów. Pierwszym misjonarzem skierowanym do Afryki Południowej został Milton Bartlett, absolwent piątej klasy Szkoły Gilead. Został on też pierwszym nadzorcą okręgu w kraju. W tym czasie działalność kaznodziejską prowadziło 3867 głosicieli. W kwietniu 1947 roku zorganizowano w Durbanie pierwsze w Afryce Południowej zgromadzenie obwodowe.
W 1948 roku w miejscowości Strand w okolicy Kapsztadu powstała pierwsza w kraju Sala Królestwa. W tym samym roku miejscowych głosicieli odwiedzili Nathan H. Knorr i Milton G. Henschel z Biura Głównego Świadków Jehowy w Nowym Jorku. Podjęto wówczas decyzję o zakupie działki pod budowę nowej siedziby Biura Oddziału wraz z drukarnią w Elandsfontein niedaleko Johannesburga. Pierwszy numer „Strażnicy” w języku zulu ukazał się 1 stycznia 1949 roku, a wydrukowany został na niewielkim ręcznym powielaczu w południowoafrykańskim Biurze Oddziału.
W roku 1950 utworzono obwód, do którego należały wszystkie 24 zbory i grupy skupiające „kolorowych” głosicieli na terenie całego kraju. Jego sługą został gorliwy, 'kolorowy' głosiciel, David Taylor, który rozpoczął studiowanie Biblii z Badaczami Pisma Świętego, gdy miał 17 lat. Na początku lat 50. XX wieku działalnością Świadków Jehowy zainteresowali się pierwsi przedstawiciele społeczności hinduskiej w Południowej Afryce. Jako jeden z pierwszych w 1954 roku przyjął chrzest Velloo Naicker. Pomimo obowiązywania polityki apartheidu Świadkowie Jehowy z różnych ras spotykali się wspólnie na zebraniach zborowych.
W 1952 roku ukończono budowę Biura Oddziału wraz z drukarnią w Elandsfontein, dzięki czemu w Afryce Południowej czasopismo „Strażnica” drukowano w ośmiu językach, a „Przebudźcie się!” w trzech. W roku 1959 Biuro Oddziału i drukarnię rozbudowano, wyposażając ją w nową rotacyjną maszynę drukarską firmy Timson. W 1952 roku w Johannesburgu na stadionie Wembley odbył się kongres pod hasłem „Przyjmy ku dojrzałości”. Było to pierwsze zgromadzenie, na którym Świadkowie Jehowy pochodzący ze wszystkich ras mogli się zgromadzać razem i wspólnie modlić. Jednak ze względu na rządową politykę apartheidu poszczególnym rasom wyznaczono oddzielne sektory – biali siedzieli na trybunie zachodniej, czarni na wschodniej, a kolorowi i Hindusi na północnej. W roku 1952 liczba głosicieli przekroczyła 10 000 osób, a w 1959 roku liczba Świadków Jehowy wynosiła 16 776. W 1966 roku, ze względu na stan zdrowia żony, George Phillips musiał opuścić Biuro Oddziału. Nadzorcą oddziału został Harry Arnott, który usługiwał w tym charakterze przez dwa lata. W 1968 roku nadzorcą oddziału (a później koordynatorem Komitetu Oddziału) został Frans Muller.
W 1968 roku na zgromadzeniach okręgowych pod hasłem „Dobra nowina dla wszystkich narodów”” ogłoszono wydanie książki „Prawda, która prowadzi do życia wiecznego”. Książka ta w znacznej mierze przyczyniła się do rozwoju działalności Świadków Jehowy w Afryce Południowej. Tylko w 1970 roku rozesłano do zborów 447 tysięcy egzemplarzy tej książki. W 1971 roku ponowną wizytę złożył N.H. Knorr z Ciała Kierowniczego. Zaplanowano wówczas rozbudowę Biura Oddziału, w którym pracowało 68 osób. Została ona ukończona 30 stycznia 1972 roku. Kolejną rozbudowę zakończono w roku 1978.
W latach 60. Świadkami Jehowy zainteresowało się małżeństwo June i George Carikas, którzy po pewnym czasie zostali ochrzczeni. Pierwsza grupa niesłyszących głosicieli powstała w zborze Brixton w Johannesburgu. Jej nadzorcą został George Carikas. W 2006 roku na terenie Południowej Afryki działał też jeden zbór oraz pięć grup języka migowego. W południowoafrykańskim języku migowym jest dostępny również oficjalny serwis Świadków Jehowy – jw.org.

### Kwestia neutralności
Przez wiele lat Świadkowie Jehowy w Afryce Południowej byli zwolnieni z obowiązkowej służby wojskowej. Jednak pod koniec lat 60. ze względu na zaangażowanie kraju w konflikty zbrojne w Namibii i w Angoli wprowadzono nowe ustawodawstwo, które wymagało, by każdy biały, młody oraz zdrowy mężczyzna odbył służbę wojskową. Świadków Jehowy jako odmawiających pełnienia tej służby skazywano na kilka kolejnych 90-dniowych wyroków więzienia, gdzie zmniejszano im racje żywnościowe i się nad nimi znęcano. W 1972 roku na skutek silnego nacisku opinii publicznej i środowisk politycznych zmieniono przepisy dotyczące służby wojskowej. Zaczęto wymierzać Świadkom Jehowy jednorazową karę więzienia, równą długości obowiązkowej służby wojskowej. Początkowo odosobnienie trwało od 12 do 18 miesięcy. Potem kary więzienia wydłużono do 3, a następnie do 6 lat. W więzieniu wojskowym mogło przebywać równocześnie 350 Świadków Jehowy. W ciągu 20 lat blisko 1000 młodych mężczyzn odmówiło pełnienia służby wojskowej.
W latach późniejszych poczyniono niezbędne kroki, by Świadkowie Jehowy w wieku poborowym mogli odbywać służbę cywilną w administracji państwowej niezwiązanej z wojskiem. W latach 90. XX wieku sytuacja polityczna zmieniła się na tyle, że obowiązkowa służba wojskowa została zniesiona.
Z zupełnie innymi próbami, dotyczącymi neutralności spotykali się głosiciele czarnoskórzy. Nie byli oni powoływani do wojska, jednak różne murzyńskie ugrupowania polityczne wywierały na czarnoskórą ludność presję, by wykupywać legitymacje partyjne oraz przyłączać się do walki z białymi o większe prawa dla ludności czarnej. W wyniku odmowy wielu Świadków zostało pobitych, innym spalono domy, zmuszając ich do opuszczenia okolicy, a niektórych, jak Mosesa Nyamussuę czy Maki Malindę, zamordowano.

### Problemy w szkołach
Gdy w szkołach dla dzieci ludności murzyńskiej rozpoczęto na porannych apelach przeprowadzanie modlitw i śpiewanie pieśni religijnych, odmowę dzieci Świadków Jehowy na udział w tych uroczystościach uważano za nieposłuszeństwo wobec władz szkolnych. Nauczyciele nie chcieli zgodzić się na jakieś wyjątkowe traktowanie dzieci Świadków Jehowy. Ponieważ na porannych apelach podawano ważne ogłoszenia dotyczące funkcjonowania szkoły, władze szkolne nalegały na udział w nich także dzieci Świadków Jehowy. Dzieci przychodziły na apele, ale w trakcie pieśni i modlitw tylko stały spokojnie, nie biorąc w nich udziału, co spowodowało, że niektórzy nauczyciele doprowadzili do usunięcia ich ze szkół. Gdy dotknęło to sporą grupę dzieci, postanowiono skierować tę sprawę do sądu. 10 sierpnia 1976 roku Sąd Najwyższy w Johannesburgu wydał wyrok w sprawie dotyczącej 15 uczniów usuniętych z jednej ze szkół. W orzeczeniu Sąd przyznał, że dzieci mają prawo do nieuczestniczenia w modlitwach i śpiewaniu pieśni religijnych oraz uznał, iż zawieszanie i usuwanie ze szkoły było niezgodne z prawem. Dzięki temu orzeczeniu wkrótce we wszystkich szkołach problem ten został rozwiązany.
W szkołach dla białych nie było początkowo takiego problemu. Jeśli rodzice napisali list wyjaśniający ich stanowisko, dzieci były zwalniane z takich uroczystości. Jednak później dzieci uczęszczające do szkół dla białych stanęły wobec innego problemu, który często kończył się wyrzuceniem ze szkoły. W 1973 roku rząd wprowadził program nauczania obejmujący musztrę, naukę samoobrony oraz zajęcia patriotyczne. W niektórych miejscach tolerancyjni dyrektorzy zwalniali dzieci Świadków Jehowy z takich zajęć, jednak w innych były one wyrzucane ze szkół. Część dzieci zdobywała wykształcenie w szkołach prywatnych, inne korzystały z kursów korespondencyjnych, a jeszcze inne pobierały naukę w domach od nauczycieli będących Świadkami Jehowy. Po pewnym czasie klimat polityczny w kraju się zmienił i zaprzestano usuwania dzieci Świadków Jehowy ze szkół ze względu na odmowę brania udziału w zajęciach patriotycznych.

### Koniec wieku XX – wiek XXI

#### Kongresy
W dniach 2–6 stycznia 1974 roku w Johannesburgu odbył się kongres międzynarodowy pod hasłem „Boskie zwycięstwo”. Ze względu na rządową politykę apartheidu zorganizowano trzy oddzielne zgromadzenia: jedno dla czarnych, jedno dla 'kolorowych' oraz Hindusów i jedno dla białych. Jednak ostatniego dnia kongresu wszyscy uczestnicy kongresu z popołudniowej sesji programu skorzystali na stadionie Rand wraz z delegatami na ten kongres przybyłymi z Europy, dzięki czemu w sesji tej uczestniczyło 33 408 osób. Wynajęcie tego obiektu pozwoliło ominąć przepisy apartheidu, gdyż stadion ten był przeznaczony na imprezy międzynarodowe, nieobjęte ograniczeniami segregacji rasowej. W roku 1978 w kongresach pod hasłem „Zwycięska wiara” uczestniczyły 68 353 osoby.
W roku 1993 odbyły się jednocześnie cztery kongresy międzynarodowe pod hasłem „Pouczani przez Boga” – w Johannesburgu, Durbanie, Kapsztadzie i Pretorii, z udziałem delegatów z 34 krajów. W grudniu 1998 roku w Durbanie, Johannesburgu, Kapsztadzie i Pretorii odbyły się kongresy międzynarodowe pod hasłem „Boża droga życia”. W grudniu 2000 roku dwa z serii kongresów pod hasłem „Wykonawcy słowa Bożego” odbyły się w Durbanie. Z programu zgromadzeń skorzystało 14 848 osób, a 278 przyjęło chrzest. W tym czasie w regionie metropolitalnym Durbanu działało ponad 50 zborów Świadków Jehowy, których członkami w większości byli Zulusi, a w zborach śródmiejskich – Hindusi oraz osoby pochodzenia europejskiego.
W 2003 roku odbył się kolejny kongres międzynarodowy – pod hasłem „Oddajcie chwałę Bogu”. Uczestniczyli w nim członkowie Ciała Kierowniczego, Samuel Herd i David Splane, a także delegaci z 18 krajów. Liczba obecnych na wszystkich zgromadzeniach wyniosła ogółem 166 873 osoby, a 2472 zostały ochrzczone. W dniach od 10 do 13 grudnia 2009 roku odbyły się kongresy międzynarodowe pod hasłem „Czuwajcie!”. W Durbanie w kongresie uczestniczyły około 33 tysiące osób, a w Kapsztadzie 44 tysiące.
W kongresie pod hasłem „Niech przyjdzie Królestwo Boże!”, który odbył się w dniach 16–18 grudnia 2011 roku w Soccer City, uczestniczyło ponad 79 tysięcy osób z Południowej Afryki i delegacje z sąsiednich krajów.
Od 6 do 8 września 2019 roku na FNB Stadium w Johannesburgu odbył się kongres międzynarodowy pod hasłem „Miłość nigdy nie zawodzi!”. Uczestniczyło w nim 58 149 osób, w tym 6000 zagranicznych delegatów, z ponad 22 krajów. Ochrzczono 476 osób. Program był przedstawiany w języku angielskim, soto i zulu. Ciało Kierownicze Świadków Jehowy reprezentował Anthony Morris (wówczas jego członek). Na kanale satelitarnym JW Brodcasting transmitowano do dziewięciu innych miejsc główne przemówienia, w tym te wygłaszane przez członka Ciała Kierowniczego.
Kongresy regionalne odbywają się w języku afrikaans, angielskim, chińskim, czewa, francuskim, ndebele, pedi, południowoafrykańskim migowym, portugalskim, soto (Lesotho), szona, tsonga, tswana, wenda, xhosa i zulu.

#### Przedsięwzięcia budowlane
W 1979 roku Świadkowie Jehowy we własnej drukarni zainstalowali rotacyjną prasę offsetową, podarowaną przez japońskie Biuro Oddziału. W roku 1984 w drukarni południowoafrykańskiego biura zainstalowano system MEPS, który dzięki wykorzystaniu komputerów przy tłumaczeniu publikacji oraz w procesie fotoskładu umożliwił wydawanie literatury biblijnej jednocześnie w wielu językach.
W 1982 roku w Eikenhof wybudowano pierwszą w Afryce Południowej Salę Zgromadzeń. 21 marca 1987 roku po sześcioletniej budowie oddano do użytku nowe Biuro Oddziału w Krugersdorp. Ze względu na przepisy o segregacji rasowej uzyskano pozwolenie na zamieszkanie w obiektach Domu Betel dla zaledwie 20 osób należących do rasy czarnej, którym jednak nakazano mieszkać w oddzielnym budynku. Większość tej grupy stanowili tłumacze na języki miejscowe. Gdy stanowisko władz zostało złagodzone, przedstawiciele wszystkich ras mogli zajmować dowolne pokoje w Domu Betel. Pod koniec lat 80. zbory zwłaszcza w dzielnicach murzyńskich pilnie potrzebowały Sal Królestwa. W 1992 roku w Hillbrow na przedmieściach Johannesburga wybudowano dwukondygnacyjny kompleks dwóch Sal Królestwa w oparciu o doświadczenia budowy metodą szybkościową. 11 lipca 1992 roku w Diepkloof w Soweto powstała pierwsza Sala Królestwa zbudowana właśnie tą metodą w ciągu kilku dni. Pod nadzorem południowoafrykańskiego Biura Oddziału utworzono 25 Regionalnych Komitetów Budowlanych, których celem było nadążanie za potrzebą wznoszenia nowych obiektów. Świadkowie Jehowy w Południowej Afryce w 2018 roku korzystali z 1041 własnych Sal Królestwa.
W 1996 roku w kapsztadzkiej dzielnicy Bellville otwarto drugą w tym kraju Salę Zgromadzeń. Okolicznościowe przemówienie wygłosił Milton Henschel z Ciała Kierowniczego. W 2001 roku powstała kolejna Sala Zgromadzeń – w miejscowości Midrand, a w uroczystości otwarcia uczestniczył Guy H. Pierce, członek Ciała Kierowniczego. W związku ze znaczącym wzrostem liczby głosicieli 23 października 1999 roku uroczyście oddano do użytku obiekty rozbudowanego Biura Oddziału oraz drukarni. Z tej okazji okolicznościowe przemówienie wygłosił członek Ciała Kierowniczego Daniel Sydlik. W 2004 roku rozbudowano drukarnię Towarzystwa Strażnica (drukuje ponad 14 milionów egzemplarzy publikacji miesięcznie w ponad 220 językach dla 20 krajów Afryki południowej, wschodniej i środkowej – pracuje w niej ponad 700 wolontariuszy) oraz Dział Tłumaczeń, w którym tłumaczone są publikacje Świadków Jehowy na 13 języków, a zajmuje się tym 102 tłumaczy-wolontariuszy. Miejscowy Dział Audio-Wideo nagrywa publikacje w ponad 100 językach. Materiały otrzymuje z ponad 100 Biur Tłumaczeń mieszczących się w Afryce. W miejscowym Biurze Oddziału działa również Regionalny Zespół Wideo.
10 listopada 2007 roku 4000 delegatów wzięło udział w uroczystości oddania do użytku powiększonej drukarni Biura Oddziału.
W maju 2022 roku w Durbanie oddano do użytku Biuro Tłumaczeń na południowoafrykański język migowy. Jego personel liczy 17 wolontariuszy z Biura Oddziału i 25 współpracowników na oddaleniu. W 2022 roku w Południowej Afryce było 283 głuchych i niedosłyszących głosicieli.

#### Korporacja prawna reprezentująca Świadków Jehowy
24 stycznia 1981 roku powołano do istnienia korporację prawną pod nazwą Świadkowie Jehowy w Afryce Południowej. Rejestracja ta pozwoliła uzyskać zgodę na wyznaczenie osób upoważnionych do udzielania ślubów w Salach Królestwa, a także umożliwiła uzyskiwanie zgody na budowę Sal Królestwa w dzielnicach murzyńskich. W 2007 roku prawo udzielania ślubów posiadało przeszło 100 starszych, a cała uroczystość jest przeprowadzana w Salach Królestwa.

### Dalszy rozwój
Z uwagi na to, że większość Świadków Jehowy nadal mieszkało na obszarach w przeszłości wydzielonych dla poszczególnych ras, w październiku 2013 roku Ciało Kierownicze rozpoczęło specjalny program, dzięki któremu głosiciele mogli się ze sobą lepiej poznać. Członkowie dwóch zborów, należący do różnych ras, używający różnych języków spotykali się w określone weekendy, wspólnie wyruszali do służby kaznodziejskiej, uczestniczyli w zebraniach i gościli się nawzajem. W programie tym w Afryce Południowej wzięły udział setki zborów.
19 lutego 1997 roku na pogrzebie swojej najmłodszej siostry Lieby Piliso (Świadka Jehowy) był obecny prezydent Nelson Mandela.
W 2006 roku w Komitecie Oddziału usługiwali: Piet Wentzel, Loyiso Piliso, Rowen Brookes, Raymond Mthalane, Frans Muller, Pieter de Heer i Jannie Dieperink.
W 2007 roku liczba głosicieli wyniosła 81 501 osób. Rozpoczęto (2007) tłumaczenie Biblii na południowoafrykański język migowy (SASL). W 2008 roku liczba obecnych na uroczystości Wieczerzy Pańskiej (Pamiątce) przekroczyła 205 000 osób. W 2010 roku przekroczono liczbę 90 tysięcy głosicieli (0,18% ludności kraju). W 2011 roku do kraju przybyli kolejni misjonarze – absolwenci Szkoły Gilead. Zanotowano liczbę 91 814 głosicieli, a na Pamiątce obecne były 216 543 osoby. W 2012 roku w Południowej Afryce zanotowano liczbę 92 321 głosicieli, a na Pamiątce śmierci Jezusa Chrystusa zgromadziły się 217 952 osoby. W 2015 roku przekroczono liczbę 100 000 głosicieli. W 2020 roku działało 105 133 głosicieli. W kwietniu 2022 roku zorganizowano pomoc humanitarną dla poszkodowanych przez lawiny w prowincji KwaZulu-Natal.
W 2022 roku ukończono budowę studia filmowego. 7 grudnia 2022 roku w Makhado zaczęło funkcjonować Biuro Tłumaczeń na język wenda. W Południowej Afryce oraz w Zimbabwe działalność w tym języku prowadzi około 800 głosicieli należących do 28 zborów. Zespół tłumaczy południowoafrykańskiego języka migowego został przeniesiony do Biura Tłumaczeń w Durbanie. Od 29 stycznia do 11 marca 2024 roku ponad 11 000 głosicieli uczestniczyło w specjalnej kampanii głoszenia w języku xhosa w Prowincji Przylądkowej Wschodniej.

### Pismo Święte w Przekładzie Nowego Świata w miejscowych językach
W 1994 roku wydano Chrześcijańskie Pisma Greckie w Przekładzie Nowego Świata (Nowy Testament) w języku afikaans i języku zulu, rok później w języku xhosa (w 1999 roku całą Biblię), w 1996 roku w języku tswana, w 1997 w języku tsonga (a rok później całą Biblię), w 2005 roku w języku pedi. W 2006 roku Pismo Święte w Przekładzie Nowego Świata było dostępne w siedmiu miejscowych językach.
W 2010 roku wydano Pismo Święte w Przekładzie Nowego Świata w języku pedi. W 2012 roku wydano Chrześcijańskie Pisma Greckie w Przekładzie Nowego Świata w języku venda. 6 września 2013 roku wydano Chrześcijańskie Pisma Greckie w Przekładzie Nowego Świata w języku swazi. Pełny przekład Biblii w języku swazi ukazał się 28 czerwca 2020.
31 sierpnia 2018 roku na kongresie regionalnym pod hasłem „Bądź odważny!” w Johannesburgu ogłoszono wydanie Ewangelii Mateusza w południowoafrykańskim języku migowym. W tym kraju jest 283 niesłyszących i niedosłyszących głosicieli.
6 września 2019 roku na kongresie międzynarodowym pod hasłem „Miłość nigdy nie zawodzi!” w obecności 36 865 osób Anthony Morris, wówczas członek Ciała Kierowniczego ogłosił wydanie Pisma Świętego w Przekładzie Nowego Świata w języku wenda, a także zrewidowanego wydania w językach afrikaans i xhosa. W ośmiu innych obiektach w Południowej Afryce, Lesotho, Namibii i na Wyspie Świętej Heleny z transmisji skorzystało dodatkowo 51 229 osób. W latach 2001–2019 wydrukowano 62 000 egzemplarzy Pisma Świętego w Przekładzie Nowego Świata w języku afrikaans. Posługuje się nim 7470 głosicieli na świecie. W latach 1999–2019 wydrukowano 124 000 egzemplarzy Pisma Świętego w Przekładzie Nowego Świata w języku xhosa. Posługuje się nim ponad 11 600 głosicieli na świecie.
28 czerwca 2020 roku Geoffrey Jackson, członek Ciała Kierowniczego, ogłosił w nagranym wcześniej przemówieniu wydanie zrewidowanego Pisma Świętego w Przekładzie Nowego Świata w języku tsonga, w języku zulu oraz pełnego przekładu w języku swazi. W związku z pandemią COVID-19 zorganizowano specjalne zebrania w trybie wideokonferencji, w których uczestniczyło ponad 4000 osób posługujących się językiem tsonga oraz ponad 30 000 posługujących się językiem zulu. W latach 1998–2020 wydrukowano ponad 130 000 egzemplarzy Pisma Świętego w Przekładzie Nowego Świata w języku tsonga, a w latach 2002–2020 wydrukowano ponad 300 000 egzemplarzy w języku zulu.
7 marca 2021 roku Mark Sanderson, członek Ciała Kierowniczego, ogłosił w nagranym wcześniej przemówieniu wydanie zrewidowanego Pisma Świętego w Przekładzie Nowego Świata w języku tswana oraz Chrześcijańskich Pism Greckich w Przekładzie Nowego Świata w języku kwangali oraz pulana. W związku z pandemią COVID-19 zorganizowano specjalne zebrania w trybie wideokonferencji. Językiem kwangali posługuje się ponad 240 głosicieli, językiem pulana przeszło 370, a językiem tswana przeszło 5600 głosicieli. W latach 2000–2021 wydrukowano 110 000 egzemplarzy Pisma Świętego w Przekładzie Nowego Świata w języku tswana.
26 czerwca 2022 roku Kenneth Cook, członek Ciała Kierowniczego, ogłosił wydanie Przekładu Nowego Świata w językach ndebele oraz soto (RPA) oraz zrewidowanej wersji Przekładu Nowego Świata w języku soto (Lesotho). Z nagranego wcześniej programu skorzystało ponad 28 000 osób. Język ndebele ma w Południowej Afryce ponad milion użytkowników, językiem tym posługuje się 1179 głosicieli w 28 zborach w RPA. Ponad 10 milionów ludzi w Lesotho i RPA posługuje się jakąś formą języka soto. Językiem soto (RPA) posługuje się blisko 10 500 głosicieli w 220 zborach w Południowej Afryce, a językiem soto (Lesotho) posługuje się ponad 3900 głosicieli w 82 zborach w Lesotho.
5 marca 2023 roku David Splane, członek Ciała Kierowniczego ogłosił wydanie Chrześcijańskich Pism Greckich w Przekładzie Nowego Świata w południowoafrykańskim języku migowym oraz wydanie Ewangelii według Mateusza w języku ndonga. Specjalny program, który zorganizowano w miejscowych Biurze Oddziału w RPA, został transmitowany do zborów. Łączna liczba obecnych wyniosła 130 000. Około 400 głosicieli usługuje w 6 zborach, 16 grupach i 2 grupach pilotażowych południowoafrykańskiego języka migowego. Ponad 160 głosicieli posługujących się językiem ndonga działa w 2 zborach tego języka w Namibii.